# Drive (film, 2011)
Drive är en amerikansk action- och dramafilm från 2011 regisserad av dansken Nicolas Winding Refn. I rollerna ses bland andra Ryan Gosling, Carey Mulligan, Bryan Cranston och Albert Brooks.

## Handling
Ryan Gosling spelar rollen som en tystlåten stuntförare i Hollywood som drömmer om att slå sig fram på de professionella racingbanorna. Vid sidan om föraruppdragen får han även intresse för sin granne Irene, vars skuldsatte man Standard nyss släppts ut från fängelset. När stuntföraren frilansar som förare i den kriminella världen retar han upp några av Los Angeles farligaste män.

## Om filmen
Drive är den enda film Nicolas Winding Refn regisserat utan att själv ha medverkat i skrivandet av manuset. Manuset skrevs istället av den iranskfödde brittiske manusförfattaren och regissören Hossein Amini.

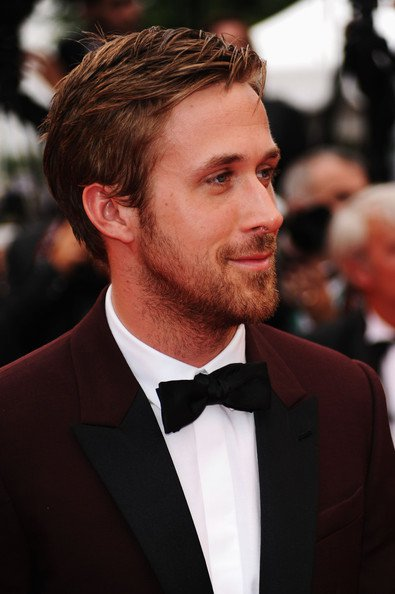
Ryan Gosling vid filmfestivalen i Cannes 2011.

Även om filmen innehåller tydliga element från den renodlade actiongenren, som spektakulära biljakter och skottlossningar, så tycktes filmens regissör Nicolas Winding Refn och huvudrollsinnehavaren Ryan Gosling, i samband med lanseringen av Drive, ändå inte vara helt och hållet överens om i vilka termer den skulle beskrivas. Gosling menade att filmen är en saga, men Winding Refn ville även, enligt Gosling, kalla den för "neo noir".
| ”                         | Vi trodde att det verkligen skulle landa på djupet hos publiken om vi satte oss in i mytologin gällande de här karaktärerna, den här platsen och den här berättelsen. Los Angeles är sagoplats byggd på fantasi så vi gjorde det till ett sagoland och vi försökte göra [Stunt]föraren till en riddare och Irene till en prinsessa i ett torn som behöver bli räddad. Bernie Rose [Albert Brooks] var som den onde trollkarlen och Ron Perlman var draken. Vi betraktar filmen som en saga, vi betraktar den som en Bröderna Grimm-lik saga, men Nicolas [Winding Refn] verkar tycka att den faller under neo noir-genren eller något liknande... | „ |
| – Ryan Gosling om Drive., | |   |

Lon Bender och Victor Ray Ennis redigerade filmens ljud och nominerades till en Oscar för bästa ljudredigering.

## Rollista (urval)
| Ryan Gosling        | – Stuntföraren |
| Carey Mulligan      | – Irene        |
| Bryan Cranston      | – Shannon      |
| Albert Brooks       | – Bernie Rose  |
| Oscar Isaac         | – Standard     |
| Christina Hendricks | – Blanche      |
| Ron Perlman         | – Nino         |
| Kaden Leos          | – Benicio      |
| Russ Tamblyn        | – Doc          |

## Musik
Den instrumentala musiken till filmen komponerades av Cliff Martinez, tidigare trumslagare med bland annat Red Hot Chili Peppers och Captain Beefheart, med fem tillkommande låtar av andra artister. En av låtarna från skivan som blivit starkt förknippad med filmen, A Real Hero av den franske electronicamusikern College (David Grellier) och den kanadensiska syntpopduon Electric Youth, släpptes året innan (11 januari 2010) Drive gick upp på biograferna och är inspirerad av den amerikanske piloten Chesley "Sully" Sullenberger. Sullenberger blev vida känd 2009 sedan han nödlandat en Airbus A320 på Hudsonfloden i New York utan några omkomna passagerare eller besättningsmän som resultat.
James Christopher Monger på AllMusic gav skivan 4 poäng av 5 möjliga och menade att den på ett skickligt sätt blandar iskall krautrock-inspirerad electronica med 80-tals-syntpop, och att Martinez spöklika musik påminner om Blade Runner.

### Låtlista

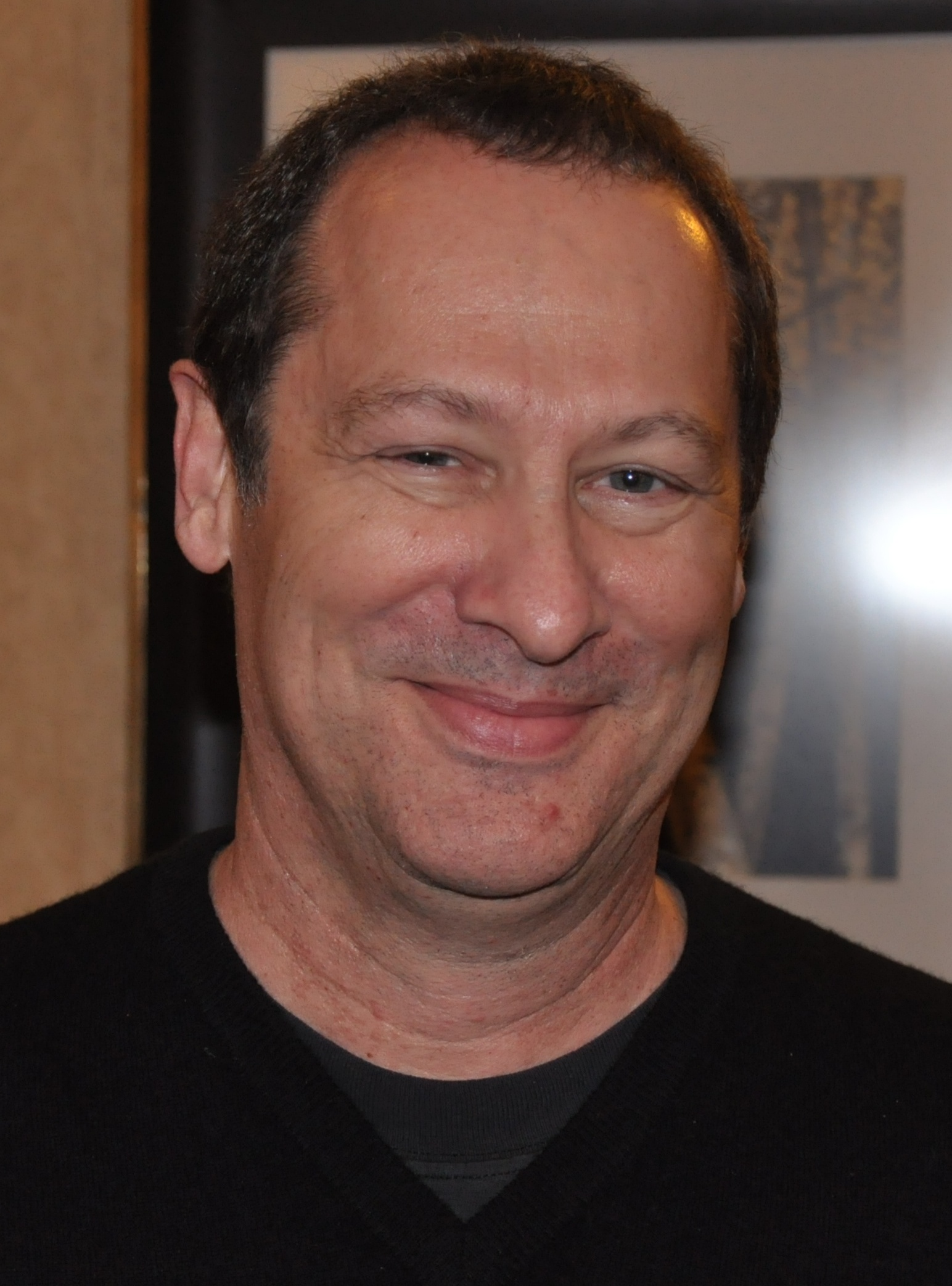
Cliff Martinez.

(Lakeshore Records. USA: 2011.)
| Nr  | Titel                                                                   | Artist(er)                   | Längd |
| --- | ----------------------------------------------------------------------- | ---------------------------- | ----- |
| 1.  | Nightcall (Vincent Pierre Claude Belorgey, Guy-Manuel de Homem-Christo) | Kavinsky, Lovefoxxx          | 4:19  |
| 2.  | Under Your Spell (Johnny Jewel)                                         | Desire                       | 3:52  |
| 3.  | A Real Hero (David Grellier, Austin Garrick, Bronwyn Griffin)           | College, Electric Youth      | 4:27  |
| 4.  | Oh My Love (Riz Ortolani, Rina Ranieri)                                 | Riz Ortolani, Katyna Ranieri | 2:50  |
| 5.  | Tick of the Clock (Jewel)                                               | Chromatics                   | 4:48  |
| 6.  | Rubber Head                                                             | Cliff Martinez               | 3:08  |
| 7.  | I Drive                                                                 | Cliff Martinez               | 2:03  |
| 8.  | He Had a Good Time                                                      | Cliff Martinez               | 1:37  |
| 9.  | They Broke His Pelvis                                                   | Cliff Martinez               | 1:58  |
| 10. | Kick Your Teeth                                                         | Cliff Martinez               | 2:40  |
| 11. | Where's the Deluxe Version?                                             | Cliff Martinez               | 5:32  |
| 12. | See You in Four                                                         | Cliff Martinez               | 2:37  |
| 13. | After the Chase                                                         | Cliff Martinez               | 5:25  |
| 14. | Hammer                                                                  | Cliff Martinez               | 4:44  |
| 15. | Wrong Floor                                                             | Cliff Martinez               | 1:31  |
| 16. | Skull Crushing                                                          | Cliff Martinez               | 5:57  |
| 17. | My Name on a Car                                                        | Cliff Martinez               | 2:18  |
| 18. | On the Beach                                                            | Cliff Martinez               | 6:35  |
| 19. | Bride of Deluxe                                                         | Cliff Martinez               | 3:57  |